# 南方体育
《南方体育》，是中国广州南方日报报业集团（现南方报业传媒集团）出版的一份综合性体育类报纸，于2000年3月17日创刊，2005年8月30日停刊，维持了1992天。共计出版529期。

## 风格
《南方体育》初期追求的口号为“以有趣对抗无趣”，追求体育娱乐化。其封面往往选用极具冲击力的大照片，曾经以“足球宝贝”轰动一时，牢牢抓住人的眼球。在内页版面上设计上，设计也非常讲究。文章、评论风格鲜活、锐利，其专题往往能突破传统，影响很大。但也有人批评其风格过于张扬。
《南方体育》对中国国内体育媒体影响极大，甚至有人称其是中国体育媒体的“黄埔军校”。

## 停刊
2005年8月30日，《南方体育》宣布停刊。声明中称停刊原因是“缺少牟利能力”，《体坛周报》总编瞿优远称是因为网络和综合性日报的挤压，外界评论称是中国国内媒体恶性竞争的结果。
停刊后，其刊号被《南方都市报》收回，转为另一综合性周刊《南都周刊》，据主编称其旗下所有员工都将纳入南方都市报，不会有人因此失业。